# Santiago de Chile Central
Santiago de Chile Central – stacja kolejowa w Santiago. Jest największą stacją kolejową w Chile. Stacja posiada 5 peronów i połączona jest przejściem podziemnym ze stacją metra. Budynek zaprojektował Gustave Eiffel.

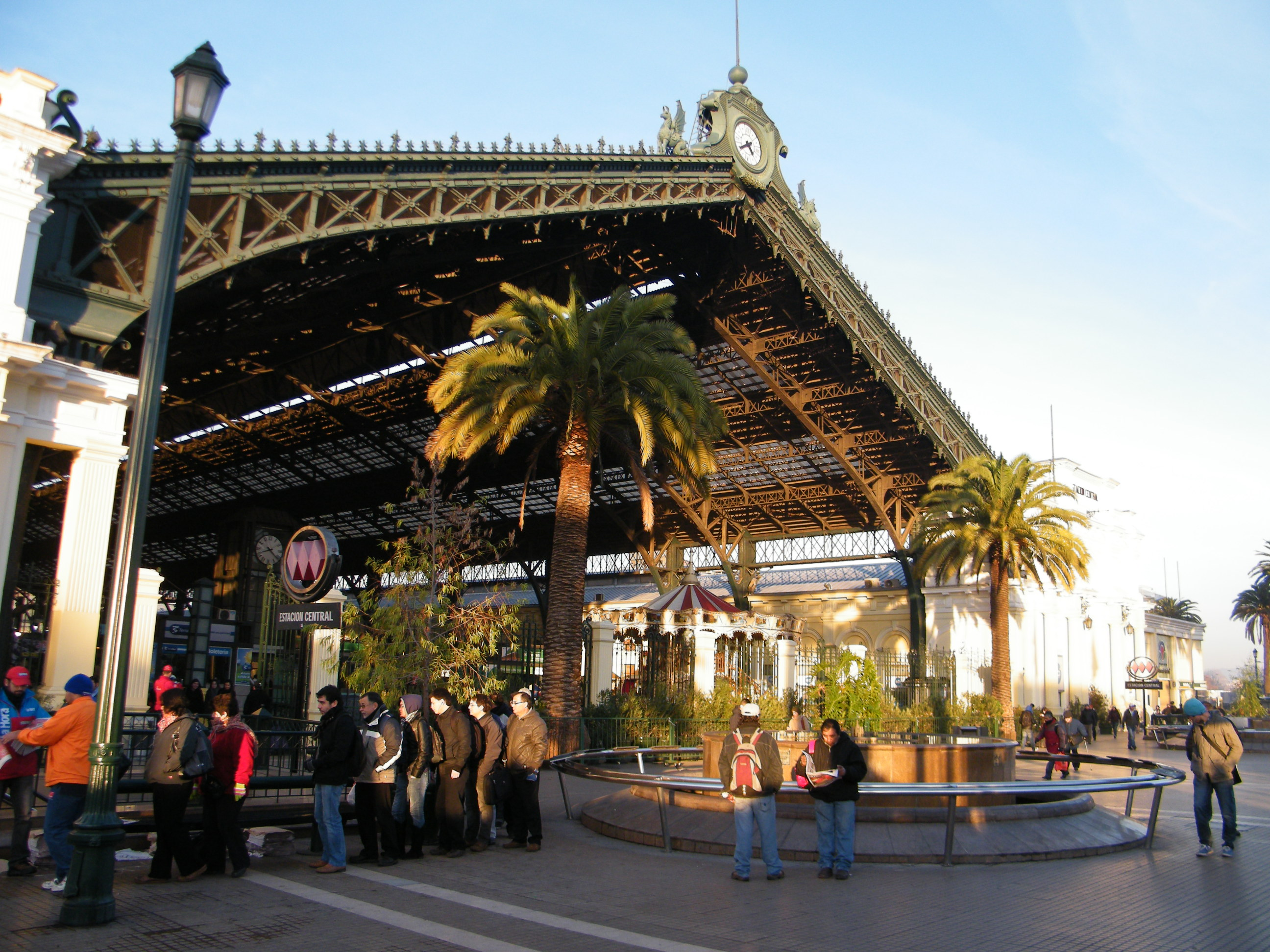
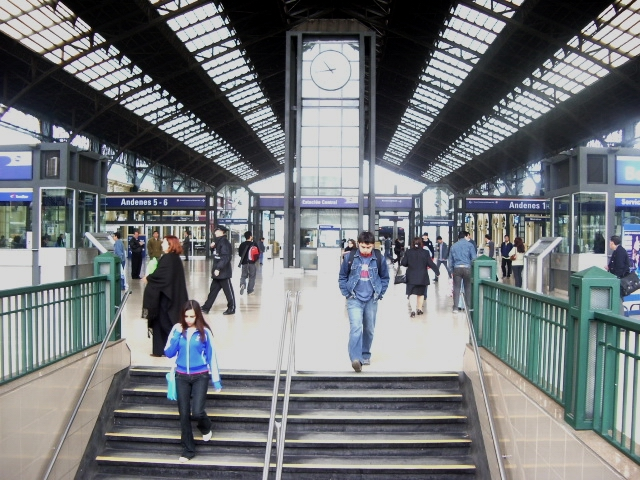